# کلاس ۱۹۹۹
کلاس ۱۹۹۹ (به انگلیسی: Class of 1999) یک فیلم سینمایی آمریکایی در ژانرترسناک، اکشن و علمی تخیلی محصول سال ۱۹۹۰ به کارگردانی مارک ال. لستر است. این پیگیری کارگردان از فیلم جنجالی وی در سال ۱۹۸۲ کلاس ۱۹۸۴ است.

## داستان
ربات‌های معلم به‌طور مخفیانه در مدارسی که دانش آموزان دست به شورش می‌زنند مستقر می‌شوند. معلمها وظیفه کنترل نوجوانهای یاغی را دارند تا جائیکه برخی از دانش آموزان به آنها مشکوک می‌شوند و…